# José Cercas
José Cercas (Aljezur, 1914 - 1992) foi um pintor português.

## Biografia
Nasceu em Aljezur, na região do Algarve, no ano de 1914.
Destacou-se como pintor e como coleccionador de peças antigas, tendo juntado um valioso acervo que incluía peças de loiça, esculturas e mobiliário.
Faleceu em 1992, tendo legado a sua habitação e o seu espólio à Câmara Municipal de Aljezur, que ali instalou um núcleo museológico em sua memória. A Casa-Museu José Cercas foi inaugurada em 1995.